# Phallus Dei
Phallus Dei is het debuutalbum uit 1969 van de Duitse krautrockgroep Amon Düül II. Het album verscheen slechts enkele maanden nadat Amon Düül II als aparte band uit Amon Düül ontstond en zijn eigen weg ging. Phallus Dei zette direct de toon voor veel albums in het genre die zouden volgen. De titeltrack nam een volledige zijde van de elpee in. Het artwork van het album is van de hand van groepslid Falk Rogner.

## Tracklist
1. Kanaan
2. Dem Guten, Schonen Wahren
3. Luzifers Ghilom
4. Henriette Krötenschwanz
5. Phallus Dei